# Emportiérage

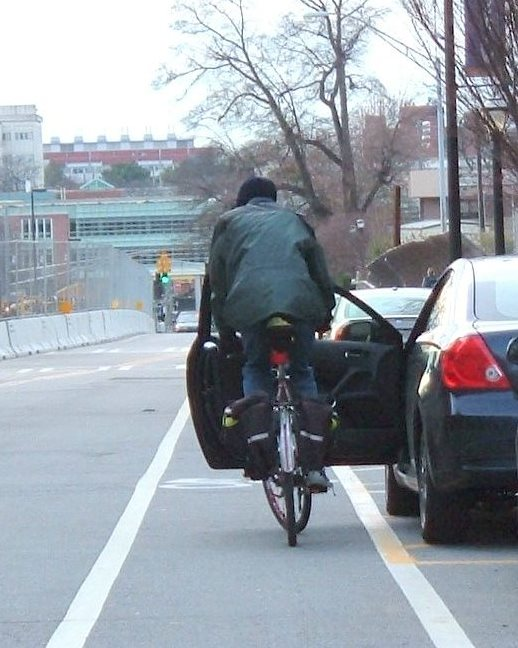
Emportiérage d'un cycliste.

L’emportiérage est un accident de la route impliquant la collision entre un véhicule en mouvement et la portière d'une automobile à l'arrêt dans la file voisine du fait de l'ouverture intempestive de cette portière par le conducteur ou un passager inattentif au trafic extérieur. L'emportiérage est particulièrement dangereux pour les deux-roues.

## Origine du nom
Le nom est apparu au Québec, traduction du dooring anglais. Il est entré dans le Petit Larousse en 2019.
On trouve également au Québec le terme emportièrement.

## Prévention

### Prévention des véhicules à moteur

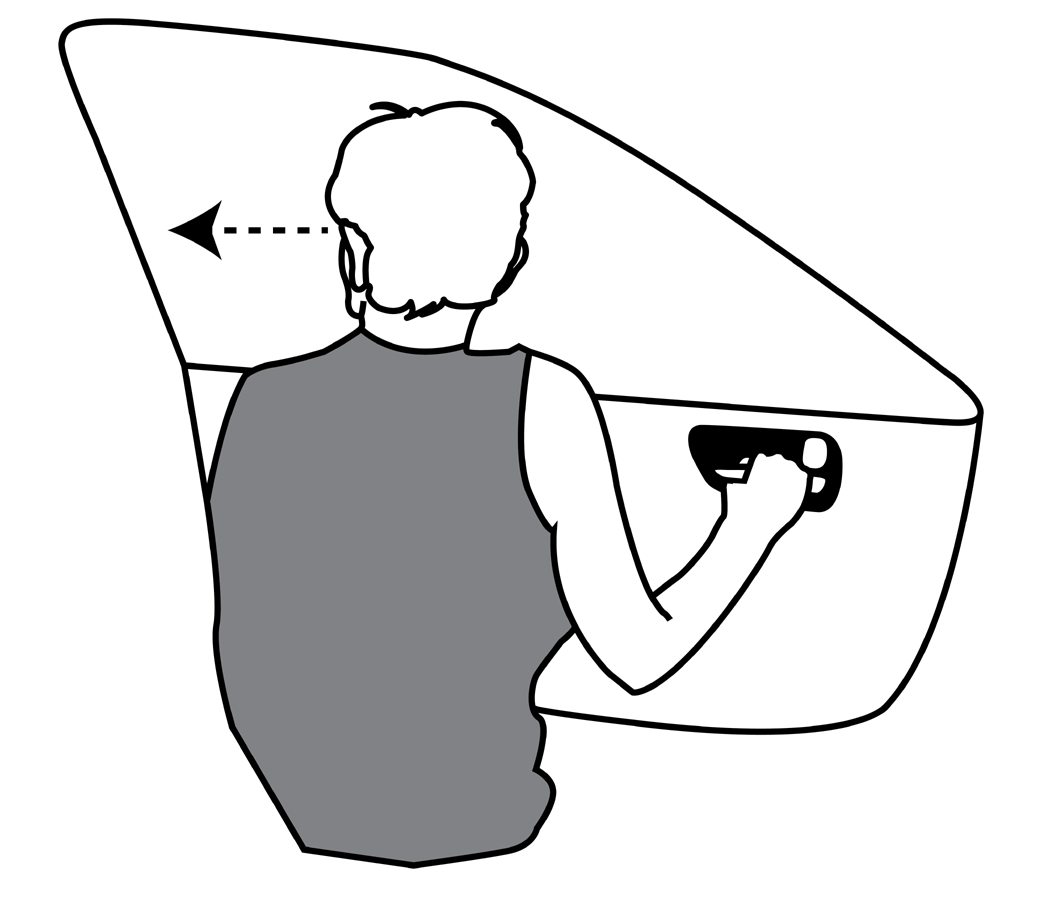
Poignée hollandaise

Une des préventions de ce type d'accident, enseignée aux Pays-Bas et justement appelée « poignée hollandaise » est pour le conducteur ou le passager d'une voiture d'ouvrir leur portière avec leur main opposée de manière à être obligé de se tourner et ainsi de voir si un deux-roues n'arrive pas.
Certains véhicules sont dotés d'une fonction exit warning qui prévient l'occupant du véhicule de l'arrivée d'un cycliste. Ces fonctions sont notamment disponible chez Skoda, ou Mercedes ou Cupra.

### Prévention des cyclistes

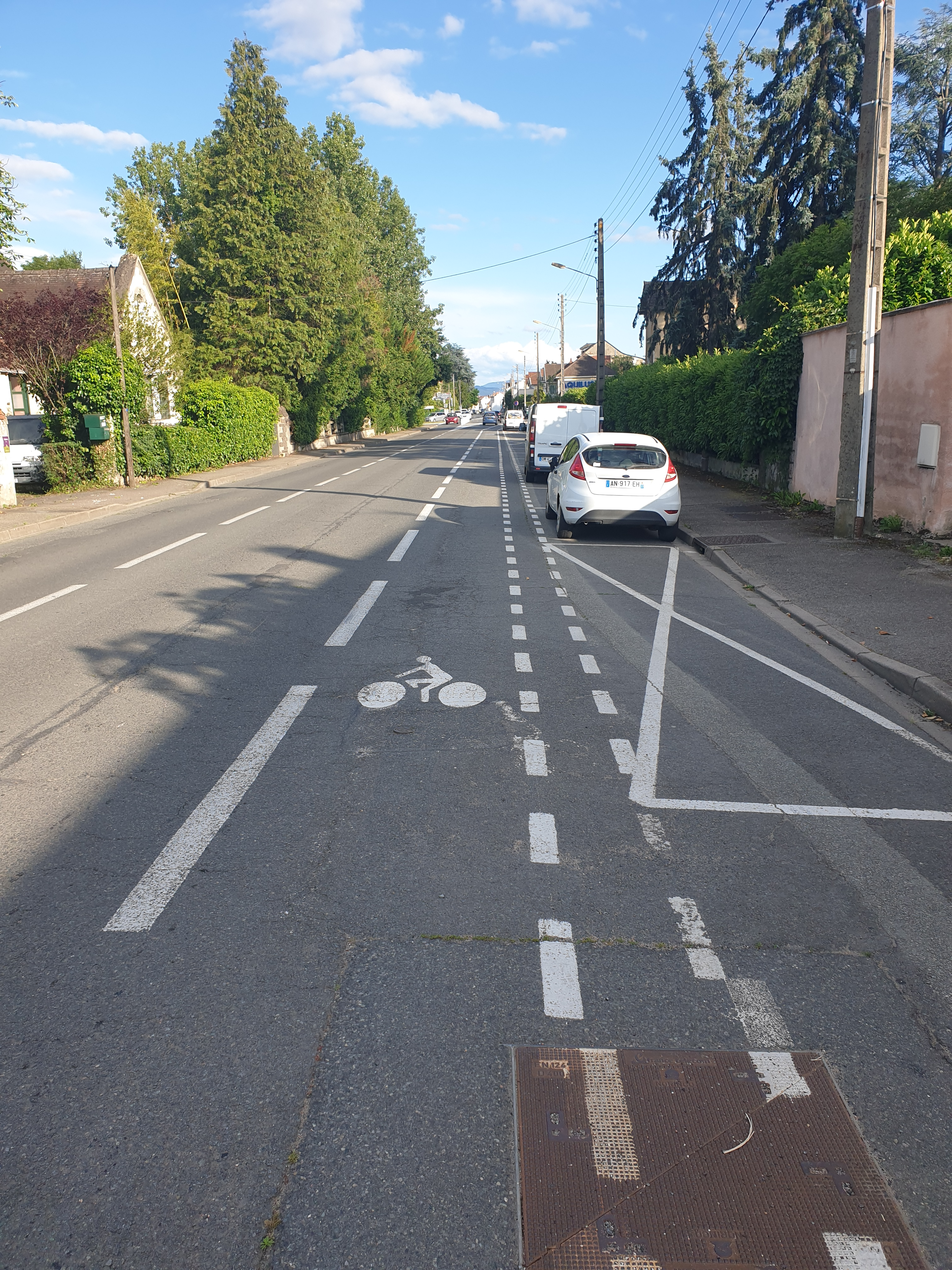
Bande cyclable à Bellerive-sur-Allier avec une zone tampon la séparant du stationnement automobile pour éviter l'emportiérage.

En France, le code de la route prévoit depuis 2015 (article L 412-9) que « sur les voies où la vitesse maximale autorisée n'excède pas 50 km/h, un conducteur de cycle peut s'écarter des véhicules en stationnement sur le bord droit de la chaussée, d'une distance nécessaire à sa sécurité ».
Une étude de l'université de Strasbourg et CNRS de 2017 indique que le port du casque permet de réduire le risque de fracture crânienne par deux, et les lésions neurologiques par vingt, pour un emportiérage survenant lorsque le deux-roues a une vitesse de 15 à 25 km/h.

## Apprentissage
La sortie de véhicule est considérée comme un sujet entrant dans le cadre de l'examen du permis de conduire européen par la Directive 2006/126/CE.